# Placynthiella knudsenii
Placynthiella knudsenii är en lavart som beskrevs av Lendemer. Placynthiella knudsenii ingår i släktet Placynthiella och familjen Trapeliaceae.   Inga underarter finns listade i Catalogue of Life.